# Cyrus Kataron
Cyrus Chelanga Kataron (16 maggio 1982) è un ex mezzofondista e maratoneta keniota.

## Biografia
Nel 2000 ha vinto la medaglia di bronzo ai Mondiali juniores nei 5000 m, corsi con il tempo di 13'46"12.
L'anno seguente ha partecipato ai Mondiali di corsa campestre, classificandosi quinto nella gara del cross corto e vincendo la medaglia d'oro a squadre.

## Palmarès
| Anno | Manifestazione    | Sede     | Evento       | Risultato | Prestazione | Note |
| ---- | ----------------- | -------- | ------------ | --------- | ----------- | ---- |
| 2000 | Mondiali juniores | Santiago | 5000 m piani | Bronzo    | 13'46"12    |      |
| 2001 | Mondiali di cross | Ostenda  | Corsa breve  | 5º        | 12'45"      |      |
| 2001 | Mondiali di cross | Ostenda  | A squadre    | Oro       | 13 p.       |      |

## Campionati nazionali
2000
- Oro ai campionati kenioti juniores, 5000 m piani - 13'35"0

2001
- 6º ai campionati kenioti di corsa campestre, cross corto - 11'55"

2002
- 9º ai campionati kenioti di corsa campestre, cross corto - 11'36"

2002
- 22º ai campionati kenioti di corsa campestre, cross corto - 11'33"

## Altre competizioni internazionali
1999
- 8º al KAAA Crosscountry Meeting ( Kericho) - 21'45"

2000
- 5º alla FORTIS Crosscup ( Bruxelles) - 33'33"
- Oro al Sylvestercross ( Soest) - 32'38"

2001
- Bronzo alla Hague Royal Ten ( L'Aia) - 28'25"
- 5º allo Sprintcross ( Breda) - 33'58"

2003
- 14º all'International Port of Ngqura Challenge ( Port Elizabeth) - 29'28"
- Bronzo ai Patensie Citrus Eastern Province XC Championships ( Patensie) - 11'38"

2005
- 13º alla Corrida Internacional de São Silvestre ( San Paolo), 15  km - 47'18"
- 4º alla San Pablo Classic ( San Paolo) - 30'20"

2006
- 11º alla Montferland Run ( 's-Heerenberg), 15 km - 46'21"

2007
- 8º alla Mezza maratona di Nizza ( Nizza) - 1h05'53"

2008
- 13º alla Maratona di Enschede ( Enschede) - 2h18'20"
- 7º alla Mezza maratona di Paderborn ( Paderborn) - 1h05'00"